# Marceliano Vargas
Marceliano Vargas Lezaca (Colombia 1864 - Bogotá 1924 ) fue un militar y político colombiano. General del Ejército Nacional de Colombia. Ministro de gobierno y de relaciones exteriores durante el gobierno de Rafael Reyes Prieto.

## Biografía
Fue general del Ejército Nacional. Estuvo envuelto en varias reclamaciones. 
Fue juez, Gobernador militar de Cundinamarca,Gobernador de Boyacá, Presidente de la Cámara de Representantes, presidente de la Asamblea de Cundinamarca, presidente de la Junta General de Beneficencia de Cundinamarca,Regidor del Concejo de Bogotá,Embajador de Colombia en Francia.
Fue ministro de Relaciones exteriores, de gobierno, durante el gobierno de Rafael Reyes Prieto.